# Malomsok, Veszprém
Malomsok  este un sat în districtul Pápa, județul Veszprém, Ungaria, având o populație de 535 de locuitori (2011). 

## Demografie
Componența etnică a satului Malomsok
     Maghiari (99,39%)
     Necunoscut (0,61%)
     Alții (0,61%)
Componența confesională a satului Malomsok
     Romano-catolici (37,38%)
     Luterani (35,89%)
     Reformați (3,18%)
     Fără religie (3,18%)
     Necunoscută (20,37%)
Conform recensământului din 2011, satul Malomsok avea 535 de locuitori. Din punct de vedere etnic, majoritatea locuitorilor (99,39%) erau maghiari. Apartenența etnică nu este cunoscută în cazul a 0,61% din locuitori. Nu există o religie majoritară, locuitorii fiind romano-catolici (37,38%), luterani (35,89%), persoane fără religie (3,18%) și reformați (3,18%). Pentru 20,37% din locuitori nu este cunoscută apartenența confesională.